# Gmina Smithfield (Iowa)

Położenie Gminy Smithfield w hrabstwie Fayette

Gmina Smithfield (ang. Smithfield Township) – gmina w USA, w stanie Iowa, w hrabstwie Fayette. Według danych z 2000 roku gmina miała 243 mieszkańców, a jej powierzchnia wynosi 93,47 km².